# Ersin Tatar
Ersin Tatar (Nicósia, 1960) é um político cipriota-turco, primeiro-ministro do Chipre do Norte de 22 de maio de 2019 a 23 de outubro de 2020. Tomando posse após a queda do governo de Tufan Erhürman. É líder do Partido de Unidade Nacional desde 2018 e foi Líder da Oposição na Assembleia da República de 2009 a 2018. É o atual presidente do país desde 23 de outubro de 2020.
Ersin Tatar completou seus estudos na Inglaterra, graduando-se na Universidade de Cambridge em 1982.
De 1982 até 1986 Tatar trabalhou como contador na PriceWaterhouse na Inglaterra. Entre 1986 e 1991 trabalhou na PollyPeck. Em 1991 se mudou para Ancara onde trabalhou na FMC Nurol Defense Industry Company até 1992. De 1992 até 2001 foi Diretor Financeiro da ShowTV. Foi também um membro ativo na Diáspora Cipriota na Turquia, com uma cadeira na Associação Turco-Cipriota de Istambul entre 1997 e 2001.
Tatar entrou na política em 2003, entrando no Partido de Unidade Nacional. Foi eleito pela primeira vez para o parlamento em 2009, e atuou como Ministro das Finanças no governo de Derviş Eroğlu até 2013. Em 2018 disputou a liderança do partido e venceu.
Tatar apoiou a Operação Nascente de Paz, que atacou curdos no nordeste da Síria e disse estar sempre ao lado da Turquia. Tatar também apoia a separação do Chipre do Norte do Chipre do Sul.